# Robinsonia sanea
Robinsonia sanea là một loài bướm đêm thuộc phân họ Arctiinae, họ Erebidae.